# There and Back Again
There and Back Again är det första studioalbumet av amerikanska alternativ rock-bandet Vertical Horizon. Det släpptes på ett indiebolag 1992 och återsläpptes 1993 på RCA Records. Vid den här tiden bestod bandet endast av Matthew Scannell och Keith Kane som tillsammans skrev alla låtar, sjöng, producerade albumet samt spelade alla instrument (akustisk gitarr, slagverk och basgitarr).

## Låtlista
1. "Trying to Find Purpose" (Scannell) - 3:16
2. "Children's Lullaby" (Kane) - 5:20
3. "Footprints in the Snow" (Scannell) - 3:29
4. "Love's Light" (Kane) - 3:37
5. "The Mountain Song" (Scannell) - 2:51
6. "Prayer for an Innocent Man" (Kane) - 3:34
7. "Lines Upon Your Face" (Scannell) - 5:28
8. "Willingly" (Kane) - 4:46
9. "On the Sea" (Scannell) - 4:47
10. "Liberty" (Kane) - 3:05